# Namnlöstjärnarna (Lycksele socken, Lappland, 720685-164097)
Namnlöstjärnarna är en sjö i Lycksele kommun i Lappland och ingår i Umeälvens huvudavrinningsområde.